# Xã Decatur, Quận Mifflin, Pennsylvania
Xã Decatur (tiếng Anh: Decatur Township) là một xã thuộc quận Mifflin, tiểu bang Pennsylvania, Hoa Kỳ. Năm 2010, dân số của xã này là 3.137 người.